# 2MASS J01075242+0041563
2MASS J01075242+0041563 ist ein etwa 50 Lichtjahre von der Erde entfernter Brauner Zwerg im Sternbild Walfisch. Er wurde 2002 von Thomas R. Geballe et al. entdeckt.
2MASS J01075242+0041563 gehört der Spektralklasse L5,5 an. Seine Position verschiebt sich aufgrund seiner Eigenbewegung jährlich um 0,63 Bogensekunden.